# 斉々哈爾兵事区
斉々哈爾兵事区（ちちはるへいじく）は、満洲国に設置された大日本帝国陸軍の兵事区の一つ。龍江省、興安南省、興安東省、興安北省を管轄領域とし、斉々哈爾陸軍兵事部が置かれ徴兵・召集等兵事事務を所掌した。

## 概要
1941年（昭和16年）、陸軍管区表の改正で関東軍管区の下に斉々哈爾兵事区が設置された。当初、龍江省、興安南省、興安東省、興安北省を管轄し、1944年（昭和18年）以降は興安総省、龍江省を管轄した。

## 斉々哈爾陸軍兵事部長
| 代             | 氏名           | 階級           | 在任期間       | 出典           |
| 新京兵事部部長 | 新京兵事部部長 | 新京兵事部部長 | 新京兵事部部長 | 新京兵事部部長 |
| -------------- | -------------- | -------------- | -------------- | -------------- |
|                | 小野原誠一     | 歩兵大佐       | - 1944.5.16    | [ 3 ]          |
|                | 池田武         | 歩兵大佐       | 1944.5.16 -    | [ 3 ]          |